# 잠파라주

잠파라주의 위치

잠파라주(영어: Zamfara State)는 나이지리아의 서북부에 있는 주로, 주도는 구사우이다. 면적은 39,762km2이며, 인구는 3,602,356명(2005년)이다. 1996년 10월 1일 소코토주에서 분리되어 신설되었다. 북쪽으로는 니제르와 소코토주, 서쪽으로는 케비주, 남쪽으로는 나이저주, 남동쪽으로는 카두나주, 동쪽으로는 카치나주와 접한다.